# 本間洋
本間 洋（ほんま よう、1956年5月8日 - ）は、日本の実業家。元NTTデータグループ代表取締役社長兼CEO。

## 人物・経歴
山形県酒田市出身。宮城県仙台第一高等学校を経て、1980年東北大学経済学部卒業、日本電信電話公社入社。
2013年エヌ・ティ・ティ・データ常務執行役員第三法人事業本部長、2014年取締役常務執行役員エンタープライズITサービスカンパニー長、2017年代表取締役副社長執行役員を歴任。
2018年から代表取締役社長を務め、売上の過半を海外売上とする目標を掲げ、海外事業の拡大や日本人以外の役員の増員を進めた。
デジタル変革（DX）を進めている酒田市からの要請を受け、2020年10月、現職と併任で市のDXの推進役である「最高デジタル責任者」（CDO）に就任する。これに併せて市は企画部情報企画課内にデジタル変革戦略室を新設。またCDOに就任する本間の下に補佐官を置き、市役所にNTTデータが人員を派遣し常駐させる。2023年NTTデータグループ代表取締役社長兼CEO。2024年NTTデータグループ相談役、第一三共取締役。
愛読書は山形出身の藤沢周平の歴史小説。

## 違法接待問題
2020年に岩本敏男NTTデータ相談役が、谷脇康彦総務審議官や金杉憲治外務審議官に対し、NTTグループ関連会社のレストランで、総額約19万3千円の接待をしたと、2021年3月3日に週刊文春に報じられたことを受け、関係者に多大な迷惑と心配を掛けたとして謝罪した。

## 受賞
- 2021年 - 第9回技術経営・イノベーション賞選考委員特別賞[13]

## 著書
- 『緑のトマト デジタル時代の経営者へのメッセージ』日経BP社、2017年。ISBN 978-4822261962。